# Agnes Monica
Agnes Monica Muljoto, nota anche con lo pseudonimo di Agnez Mo (Giacarta, 1º luglio 1986), è una cantautrice, ballerina e attrice indonesiana.
Dopo aver conquistato il successo in patria, dal 2013 ha iniziato a pubblicare musica prettamente in lingua inglese e collaborare con artisti statunitensi come Chris Brown e T.I. Nella sua carriera ha pubblicato 5 album.

## Biografia
Nata da una famiglia di origine cinese, giapponese e tedesche, è entrata a far parte del mondo dello spettacolo da bambina, nel 1994, anno in cui ha pubblicato il suo primo album. Ha preso parte sempre nei primi anni '90 a diverse trasmissioni televisive dedicate ai bambini e prodotte dalle televisioni nazionali Antv e RCTI.
Nel periodo 1999-2000 ha recitato, da adolescente, in alcune telenovele e fiction indonesiane. Ha vinto nel 1999 e nel 2000 come personaggio preferito in programmi di bambini e poi nel 2002 e nel 2003 come attrice più popolare, il Panasonic Gobel Awards in patria.
Anche durante la sua adolescenza, a cavallo tra gli anni '90 e i 2000, ha prodotto alcune canzoni.
Nell'ottobre 2003 ha pubblicato il suo primo album ufficiale in studio And the Story Goes. Vi hanno lavorato diversi importanti produttori e artisti indonesiani come Ahmad Dhani e Melly Goeslaw.
Nel dicembre 2005 è uscito il suo secondo album, a cui hanno preso parte Andi Rianto, Erwin Gutawa e Keith Martin. Nel 2005 l'artista ha preso parte alla serie The Hospital prodotta a Taiwan e interpretata con Jerry Yan. Ha recitato anche in altre soap prima di prendersi una pausa dalla carriera di attrice per concentrarsi su quella di cantante e ballerina. Nel maggio 2007 ha aperto un concerto dei Boyz II Men a Giacarta.

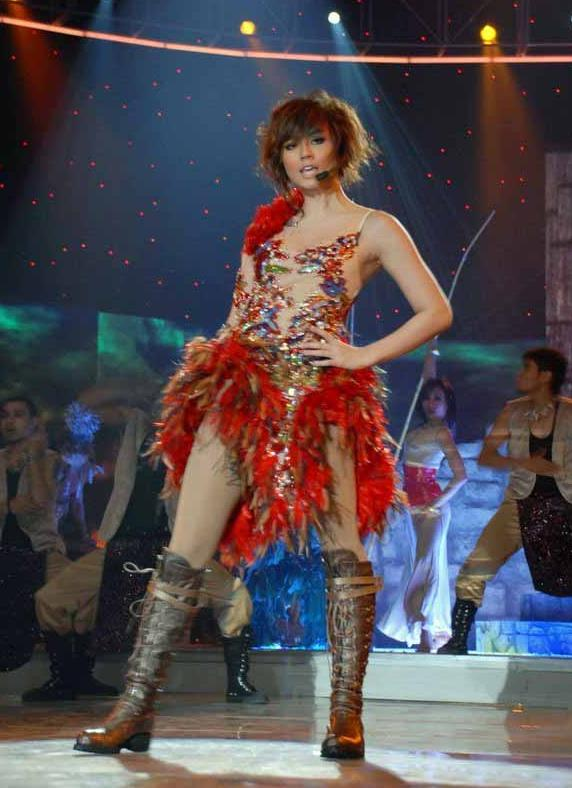
Agnes Monica nel 2007

Nel 2008 ha iniziato a lavorare sul suo terzo album in studio. Matahariku è risultato essere il suo singolo più venduto, con oltre tre milioni di download. Nell'ottobre del 2008 ha rappresentato l'Indonesia all'Asia Song Festival tenutosi a Seul. Dopo aver pubblicato altri singoli ed aver tenuto alcuni concerti, nell'aprile 2009 ha pubblicato il suo terzo album ufficiale Sacredly Agnezious.
Alla fine del 2010 è stata scelta come ospite dell'American Music Award a Los Angeles. In quell'occasione ha annunciato il suo debutto in un album in inglese. Nel 2011 ha registrato un duetto con Michael Bolton per l'album Gems.
Nel febbraio 2011 ha pubblicato il suo primo "Greatest Hits", che ha venduto un milione di copie in tre mesi.
Ha fatto parte della giuria della sesta e della settima stagione del talent-show televisivo Indonesian Idol.
Nel giugno 2013 ha pubblicato il suo quarto album in studio. Questo disco contiene solo brani in lingua inglese ma nonostante questo è stato diffuso anche sul mercato indonesiano. L'artista ha creato in seguito una linea di profumi.
Nel settembre 2013 ha diffuso il primo singolo internazionale registrato con Timbaland e T.I. Si tratta di Coke Bottle.  Si tratta del primo estratto dall'album eponimo, che viene pubblicato il 1º giugno 2013.  Nel 2017 pubblica l'album X. Negli anni successivi si dedica sempre di più al mercato americano, collaborando con artisti come Chris Brown (Love Overdose) e French Montana (Diamonds), oltre a pubblicare molti altri singoli in lingua inglese. Nell'aprile 2021 annuncia la pubblicazione della sua prima graphic novel intitolata Don't Wake Up.

## Premi e riconoscimenti
Agnes è diventata la cantante indonesiana più premiata. Ha vinto premi molto noti, inclusi:  17 Anugerah Musik Indonesia, 8 Panasonic Awards, 5 Nickelodeon Indonesia Kids' Choice Awards, e 4 MTV Indonesia Awards. 
Ha anche ricevuto diversi premi internazionali, inclusi : 1 Anugerah Planet Muzik, 3 Asia Song Festival, 7 JPopAsia Music Awards, 1 Mnet Asian Music Awards, 1 Shorty Awards, 3 Social Star Awards, e 1 World Music Awards.
Per il suo contributo alla musica indonesiana, le è stato conferito il premio 2011 Nugraha Bhakti Musik Indonesia (NBMI) dal Ministro della cultura e del turismo, e l'associazione dei cantanti, cantautori e produttori musicali indonesiani.

## Artisticità
Agnes ha una potente voce da soprano con un'estensione di due ottave e mezzo.
Le sue canzoni possono essere inserite nelle categorie Pop, R&B, e Hip-Hop. ha dichiarato che la sua musica è stata influenzata da Aretha Franklin, Madonna, Michael Jackson, Fantasia Barrino, Brandy Norwood, Lauryn Hill, Christina Aguilera e Beyoncé. Oltre al suo talento canoro, è anche conosciuta come un'ottima ballerina ed attrice.
Agnes è l'unica solista indonesiana con un gruppo di ballerini personale, conosciuto come Nezindahood. Questi hanno fatto l'audizione durante lo sviluppo del suo primo album nel 2003.
Agnes ha scritto personalmente alcune delle sue canzoni e prodotti i suoi video musicali. È descritta, dai commentatori indonesiani, come una perfezionista con una varietà di talenti.
Nel 2010 ha iniziato a lavorare al suo album di esordio in inglese. 
Dopodiché, il suo slogan "Dream, Believe, and Make it Happen" (Sogna, credi e realizza) è stato usato nel 2011 in una conferenza culturale, per ispirare i giovani, organizzata dall'Ambasciata statunitense a Jakarta.

## Discografia

### Album studio
- And the Story Goes (2003)
- Whaddup A'..?! (2005)
- Sacredly Agnezious (2009)
- Agnez Mo (2013)
- X (2017)

### EP
- Nez (2008)

### Raccolte
- Agnes Is My Name (2011)
- Damai Bersamamu (2011)